# 再見台北
《再見台北》（英語：Goodbye, Taipei）是一部1969年上映的臺灣電影，由文夏編劇，許峰鐘導演。文夏主演。該片屬《文夏流浪記》系列作品之一，也是該系列中唯一保存至今的電影。

## 劇情大綱
阿文與夥伴小王流浪到了臺北市，在報紙廣告上讀到一位千萬富翁欲尋找孫女，懸賞獎金50萬元給找到孫女的人，於是阿文跟小王決定要找出富翁的孫女。在尋找的途中，他們不僅拯救了一位擦鞋童，也經歷了與劇中反派角色們鬥智鬥法的歷程。

## 演員
- 文夏 飾 阿文
- 小王（王為銘）[3] 飾 小王
- 康丁 飾 千萬富翁
- 脫線 飾 小偷
- 文英 飾 女傭阿英
- 文香 飾 太郎／康秀美
- 文夏四姊妹

## 製作
文夏歌唱電影系列《文夏流浪記》合計共製作10部電影，掀起了臺語電影製作的第二波熱潮。並自1962至1969年間上映， 其中《再見台北》被視為該系列的完結篇。

## 劇中音樂
《流浪的小姐》
作詞：愁人、演唱：文夏
《放袂記》
演唱：文夏四姊妹
《我在你左右》
演唱： 文香

## 修復版本
2015年，國家電影及視聽文化中心針對《再見台北》納入臺灣電影數位修復計畫。並於同年完成數位修復。 2020年9月13日，臺北市政府於西門紅樓二樓劇場辦理「重現臺語經典電影《再見台北》特映會」活動，文夏及四姊妹作為貴賓出席該活動。
2022年，國家電影及視聽文化中心於12月舉辦「昨夜星光燦爛：追憶告別身影紀念影展」，特選《再見台北》作為影展單元播映。

## 外部連結
- 香港影庫上《再見台北》的資料（繁體中文）
- 互联网电影数据库（IMDb）上《再見台北》的资料（英文）
- 豆瓣电影上《再見台北》的資料 （简体中文）